# Китоглава чапла
Китоглавата чапла е птица от разред Пеликаноподобни и е единствен представител на семейство Китоглави чапли (Balaenicipitidae).

## Физически характеристики
Китоглавата чапла е много голяма птица. На височина достига до 1,2 m, размахът на крилете е 2,3 – 2,6 m, а теглото ѝ варира от 4 до 7 kg. Клюнът на чаплата прилича на дървен черпак и я прави изкусен ловец на риба. Това обаче води до тясна специализация в лова и ако плячката, с която чаплата се храни, намалее, се създава реална опасност от смърт на птицата. За разлика от повечето птици очите са разположени в предната част на черепа и определят бинокулярното ѝ зрение. По време на почивка птицата полага тежкия си клюн на гърдите си.

## Разпространение
Видът е разпространен по протежение на езерата от рифтовата система в Източна Африка. Съществуват отделни популации в ЦАР, в близост до езерото Чад и в делтата на Окаванго в Ботсвана.

## Начин на живот и хранене
Китоглавата чапла е добре приспособена за живот в блатата. Дългите крака с разперени настрани пръсти ѝ позволяват да се движи в меката блатиста почва. Най-голяма активност проявява сутрин при изгрев, но често ловува и се храни през деня. Чаплата старателно обхожда и изследва плаващите над водата растения. Храни се с риба, основно протоптерии, тилапии и сомови риби, ловува и жаби, змии и дори малки костенурки. По време на лов птицата се отличава с огромно търпение, като може дълго време да стои неподвижно в плитката вода, без да се движи и дори да мърда главата си в дебнене на плячка.

## Размножаване
Гнездовият период при китоглавата чапла зависи от региона, който обитава. Например в Судан започва с края на дъждовния период. Няма много сведения за брачното ухажване между партньорите. Наблюдават се потраквания с клюн, изпъване на шията и издаване на глухи звуци.
Гнездото на чаплите представлява широка платформа с диаметър от 2,5 m., изградено е от стъбла на папирус и тръстика. За около пет дни женската снася от 1 до 3 яйца, които често се мътят от птиците само през нощта. Пиленцата се излюпват след около 30 дни. Грижата се поделя от двамата родители. Първоначално младите са покрити с гъст, мек, сив пух. Клюновете им не са големи и имат остър край. Като правило от цялото люпило оцелява само едно. Родителите хранят малките с полупреработена храна. Месец по-късно малките започват да консумират и непреработена храна. Към 4-месечна възраст стават независими и напускат гнездото. Полова зрялост достигат на 3-годишна възраст.